# Sămănătorul
Sămănătorul (Magvető) román irodalmi folyóirat, amely Bukarestben jelent meg 1901. december 2. – 1910. június 27. között. Fontos szerepet játszott a kor irodalmi életében és mozgatórugója volt a róla elnevezett irodalmi és eszmei irányzatnak (Semănătorism). A folyóirat munkatársai által támogatott és Nicolae Iorga által elviekben is megalapozott irányzat elsősorban a hagyományos nemzeti és népi értékekre helyezte a hangsúlyt, illetve támogatta a parasztság kiművelését. A folyóirat több népgyűjtést jelentetett meg, kiadatlan részeket Mihai Eminescu műveiből, a román irodalom klasszikusairól szóló kritikákat illetve fordításokat a világirodalomból.
1902. december 29-éig George Coșbuc és Alexandru Vlahuță voltak az igazgatók. Ezt követően az igazgatást egy szerkesztőbizottság vette át, amelyet Ilarie Chendi vezetett. 1905 májusa és 1906 októbere között a folyóirat legfőbb közreműködői Nicolae Iorga, Ștefan Octavian Iosif, Mihail Sadoveanu és Ion Scurtu voltak. Miután Nicolae Iorga kivált a szerkesztőségből, az irodalmi részhez csatlakozott Dimitrie Anghel és Constantin Sandu-Aldea, a tudományos részhez pedig Gheorghe Munteanu Murgoci. 1908-tól a folyóiratot Aurel C. Popovici irányította.
A folyóiratban közreműködött Ioan A. Bassarabescu, Ioan Alexandru Brătescu-Voinești, Emil Gârleanu, Ion Agârbiceanu, George Topârceanu, Ion Minulescu, Elena Farago, C. Moldovanu, Emil Isac is.

## Fordítás
Ez a szócikk részben vagy egészben  a   Sămănătorul című román Wikipédia-szócikk ezen változatának fordításán alapul.  Az eredeti cikk szerkesztőit annak laptörténete sorolja fel. Ez a jelzés csupán a megfogalmazás eredetét és a szerzői jogokat jelzi, nem szolgál a cikkben szereplő információk forrásmegjelöléseként.